# جیووانی پینتو
جیووانی پینتو (انگلیسی: Giovanni Pinto؛ زادهٔ ۱۹ سپتامبر ۱۹۹۱) بازیکن فوتبال است.
از باشگاه‌هایی که در آن بازی کرده‌است می‌توان به باشگاه فوتبال آسکولی و باشگاه فوتبال پارما اشاره کرد.